# 1902 في البرازيل
فيما يلي قوائم الأحداث التي وقعت خلال عام 1902 في البرازيل.

## سياسة

### تعيين في المنصب
- 15 نوفمبر – رودريغز ألفيز رئيس البرازيل.

### انتهاء فترة المنصب
- 31 ديسمبر – نيلو بيسانيا عضو مجلس النواب البرازيلي [الإنجليزية]‏.

## مواليد

### يوليو
- 11 يوليو – ساهجيو بواهكي دي أواندا مؤرخ برازيلي.
- 14 يوليو – موديراتو ويسينتاينر لاعب كرة قدم برازيلي.

### سبتمبر
- 12 سبتمبر – جوسيلينو كوبيتشيك رئيس برازيلي سابق.

### أكتوبر
- 31 أكتوبر – كارلوس درموند دي آندرادي شاعر برازيلي.

### ديسمبر
- 18 ديسمبر – مواسير سيكويرا دي كيروز لاعب كرة قدم برازيلي.

## وفيات

### نوفمبر
- 9 نوفمبر – مانويل فيتورينو بيريرا (مواليد 1853) سياسي برازيلي.

### ديسمبر
- 3 ديسمبر – برودنت دي مورايس (مواليد 1841)